# Peter Eržen
Peter Eržen (ur. 13 grudnia 1941 w Kranju) – jugosłowiański skoczek narciarski, uczestnik Zimowych Igrzysk Olimpijskich 1964 i 1968.
W 1964 uczestniczył w dwóch konkursach skoków na igrzyskach w Innsbrucku. Na skoczni dużej zajął 39. miejsce, a na normalnej był 50. Na kolejnych igrzyskach w zawodach na dużej skoczni zajął 44. miejsce, a na skoczni normalnej był 51.
W latach 1960–1968 startował w zawodach Turnieju Czterech Skoczni. Dwukrotnie uplasował się w pierwszej dziesiątce zawodów. Pierwszy raz 6 stycznia 1966 w Bischofshofen (6. miejsce), a drugi raz 6 stycznia 1967 w Innsbrucku (9. miejsce).
W 1968 zwyciężył w Turnieju Trzech Państw.

## Osiągnięcia

### Igrzyska olimpijskie
| Igrzyska | Miejscowość | Data       | Skocznia | Konkurs | Skok 1    | Skok 1 | Skok 2    | Skok 2 | Skok 3    | Skok 3 | Nota łączna | Miejsce | Strata | Zwycięzca          | Źródło |
| Igrzyska | Miejscowość | Data       | Skocznia | Konkurs | Odległość | Nota   | Odległość | Nota   | Odległość | Nota   | Nota łączna | Miejsce | Strata | Zwycięzca          | Źródło |
| -------- | ----------- | ---------- | -------- | ------- | --------- | ------ | --------- | ------ | --------- | ------ | ----------- | ------- | ------ | ------------------ | ------ |
| ZIO 1964 | Innsbruck   | 31.01.1964 | normalna | ind.    | 70,5      | 89,9   | 71,0      | 58,5   | 67,5      | 84,4   | 174,3       | 50.     | 55,6   | Veikko Kankkonen   | [ 4 ]  |
| ZIO 1964 | Innsbruck   | 9.02.1964  | duża     | ind.    | 84,0      | 93,0   | 75,5      | 84,9   | 74,0      | 88,4   | 161,7       | 39.     | 69,0   | Toralf Engan       | [ 5 ]  |
| ZIO 1968 | Grenoble    | 11.02.1968 | normalna | ind.    | 73,0      | 67,6   | 70,5      | 95,6   | –         | –      | 163,2       | 51.     | 53,3   | Jiří Raška         | [ 6 ]  |
| ZIO 1968 | Grenoble    | 18.02.1968 | duża     | ind.    | 96,0      | 103,8  | 87,5      | 57,9   | –         | –      | 161,7       | 44.     | 69,6   | Władimir Biełousow | [ 7 ]  |